# Донецький обласний художній музей
Доне́цький обласни́й худо́жній музе́й — один із найбільших музеїв художнього профілю в Україні, культурний центр Донецька та області.

## Історія

### Заснування
Музей засновано 23 вересня 1939 як Музей образотворчого мистецтва, у 1941 з початком Німецько-радянської війни припинив своє існування, з 1958 — відділ образотворчого мистецтва Сталінського краєзнавчого музею, з 1960 — Сталінська картинна галерея, з 1965 — Донецький художній музей.
З 1992 у Донецького обласного художнього музею є філія у селі Прелесному Слов'янського району Музей народної архітектури, побуту та дитячої творчості.
Після окупації Донецька у 2014 музей у вересні 2015 перереєстрований у селі Прелесному Слов'янського району на базі філії-відділу ДОХМ «Музей народної архітектури, побуту та дитячої творчості».
У 2015 Сектор сучасного мистецтва ДОХМ зареєстрований у м. Дружківка Донецької області.
З 2021 Сектор сучасного мистецтва ДОХМ перенесено у Краматорськ Донецької області.

## Приміщення
Після офіційного заснування музею Сталінським тоді обкомом комуністичної партії виявилось, що нема як експонатів, так і приміщення для їх розташування. Але немає тих перешкод, які б не ламали більшовики, як проголосили тоді. Експонати просто забирали з інших музеїв, як то і робилося в тоталітарній державі, адже у місті Сталіно ніколи не було вартісних художніх творів. З приміщенням було ще простіше. Музею віддали приміщення колишнього кінотеатру  "Сінема ", абсолютно непристосованого для зберігання того ж живопису. Після захоплення міста Сталіно нацистами ніхто не попіклувався про евакуацію вже накопичених експонатів. Їх кинули напризволяще, почалися грабунки музею. Як висловився один з мешканців Сталіно — «Зараз не до картин». Обурений таким ставленням до музею (і скориставшись хаосом) в приміщення вбіг місцевий художник Є. Грейліх та встиг вихопити одинадцять (11) картин. Все інше зникло. Є. Грейліх зберігав всі одинадцять картин у період окупації, а з відвоюванням міста передав їх до одного з музеїв Києва.
Відновлення художнього музею в Донецьку відбулося лише 1960 року. Але для музею знову не було приміщення. На той час в місті запланували облаштувати елітний гастроном для радянського чиновництва по типу Єлисеєвського гастронома у Москві. Гастроном облаштували в житловому п'ятиповерховому будинку № 35 на першому поверсі з великими підвальними приміщеннями для зберігання продуктів в кінці бульвару О. С. Пушкіна. Але наказ про створення художніх музеїв в кожному обласному центрі СРСР примусив переграти план з гастрономом. Тому перший поверх з підвалами, призначений для елітного гастронома, аврально передали під художній музей. Це не єдина практика пристосовування будь-яких приміщень для художніх музеїв у СРСР. Саме подібне непристосоване приміщення в житловому будинку отримав і музей у обласному місті Тернопіль. В підвальних приміщеннях музей вимушено облаштував запасники, хозслужби і столярів, крихітну реставраційну майстерню і був повністю позбавлений перспектив збільшення. Лише у 1974 році з Києва передали у Донецьк єдині одинадцять картин, збережених художником Є. Грейліхом з довоєнного періоду.
Саме в цьому приміщенні художній музей Донецька і зустрів початок гібридної війни Росії проти України.

### Фонди
Музей у Донецьку мав у своїй колекції понад 15 000 творів живопису, графіки, скульптури і декоративно-ужиткового мистецтва, небагато ікон, переважна частина яких залишилася на території непідконтрольній українській владі в Донецьку.
З 2015 музей зберігає пам'ятки народної архітектури та побуту Слобідської України та зразки дитячої творчості.
Українська музейна спадщина загалом залишилася на території непідконтрольній українській владі у Донецьку.
Лише в повоєнні роки вдалося створити систематичну колекцію живопису, що, однак, не сягає в давнину, а обмежується творами переважно XVIII століття.
Відділ західноєвропейський майстрів невеликий і обмежується поодинокими зразками через пізнє відновлення музею. Значних мистецьких колекцій місто ніколи не мало. Серед творів 18 століття звертають увагу:
- Якопо Амігоні. «Портрет невідомого в червоному»
- Кристіан Лішевський. «Пані в маскарадному вбранні»
- Марчелло Бачареллі (всі троє представники стилю рококо)
- Джордж Доу. «Портрет Мордвінова»
- Лука Джордано. Твір майстерні «Алегорія милосердя»
- Пітер Пітерс ван Норт. «Натюрморт з рибою»
- Йоос де Момпер. «Гірський пейзаж з подорожніми»
- Гаспаре Лопес. «Натюрморт з квітами»
- Арнольд Карл Балдінгер. «Натюрморт з черепом та книгою (ванітас)»
- Карл Валь. «Портрет архітектора Едварда Шуберта» та інші.

Митців Російської імперії представляють:
- Дмитро Левицький
- Володимир Боровиковський
- Невідомий х-к офіційний «Портрет Катерини II»
- Невідомий х-к «Хлопчик біля клавікордів»
- Орест Кіпренський
- Іван Айвазовський
- Василь Суриков
- Іван Шишкін
- Віктор Васнецов
- Василь Полєнов
- Валентин Сєров
- Зінаїда Серебрякова
- Борис Кустодієв
- Роберт Фальк
- Петро Кончаловський
- Давид Бурлюк
- скульптура Анни Голубкіної та ін.

У постійній експозиції музею представлені роботи Івана Айвазовского, Олександр Бенуа, Давида Бурлюка, В. Васнецова, В. Голубкіної, І. Грабаря, Дж. Доу, О. Кипрінського, П. Кончаловского, В. Полєнова, А. Саврасова, В. Сєрова, В. Сурикова, Роберта Фалька, Івана Шишкіна, Тетяни Яблонскої.
Художники доби СРСР:
- Павло Корін. «Портрет радянського офіцера»,
- Василь Забашта. «Композитор М. Глинка та П. Гулак Артемовський» (1951, дипломна робота).

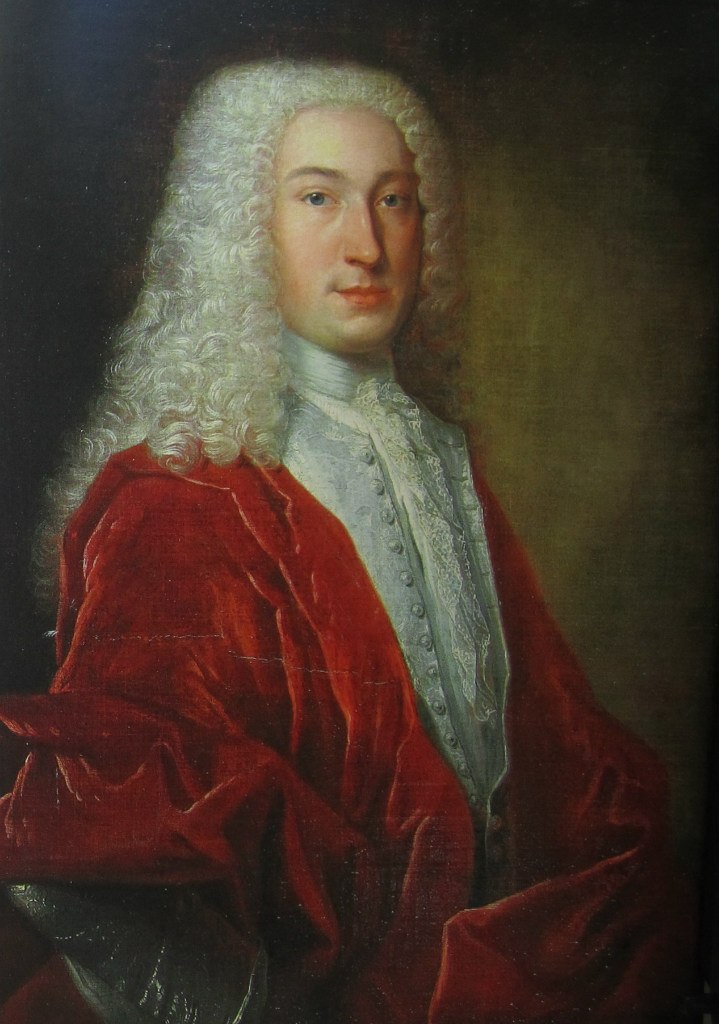
Якопо Амігоні. «Шляхетний пан в червоному», до 1750
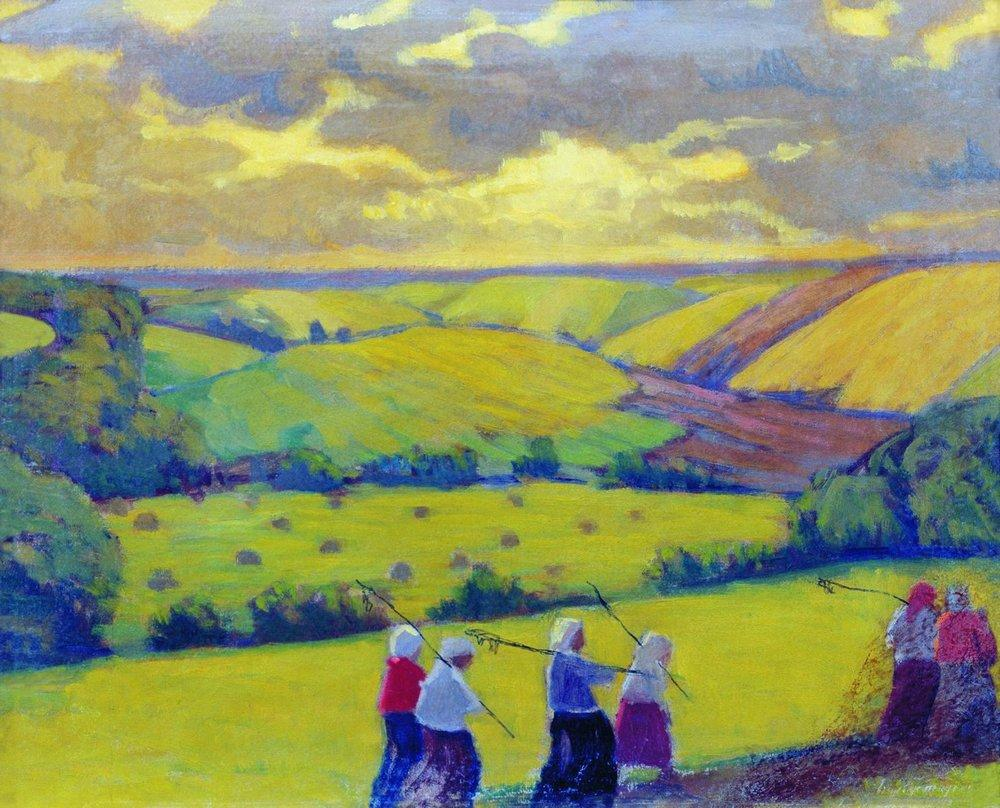
Борис Кустодієв. «Пейзаж. Сіножать»
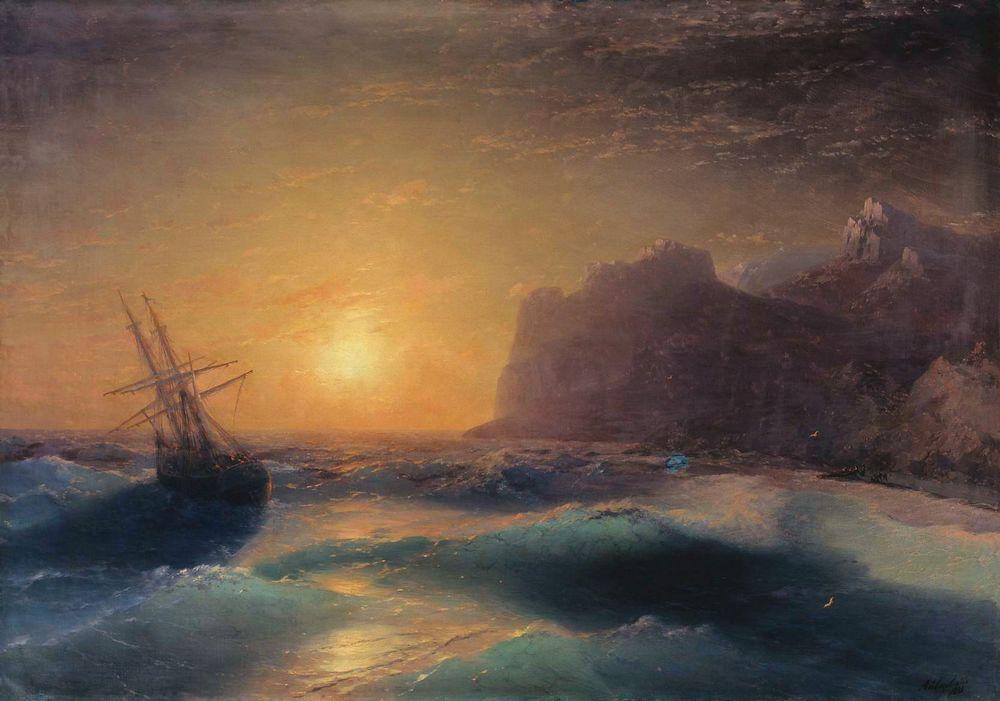
Іван Айвазовський. «Коктебель. Морський пейзаж»
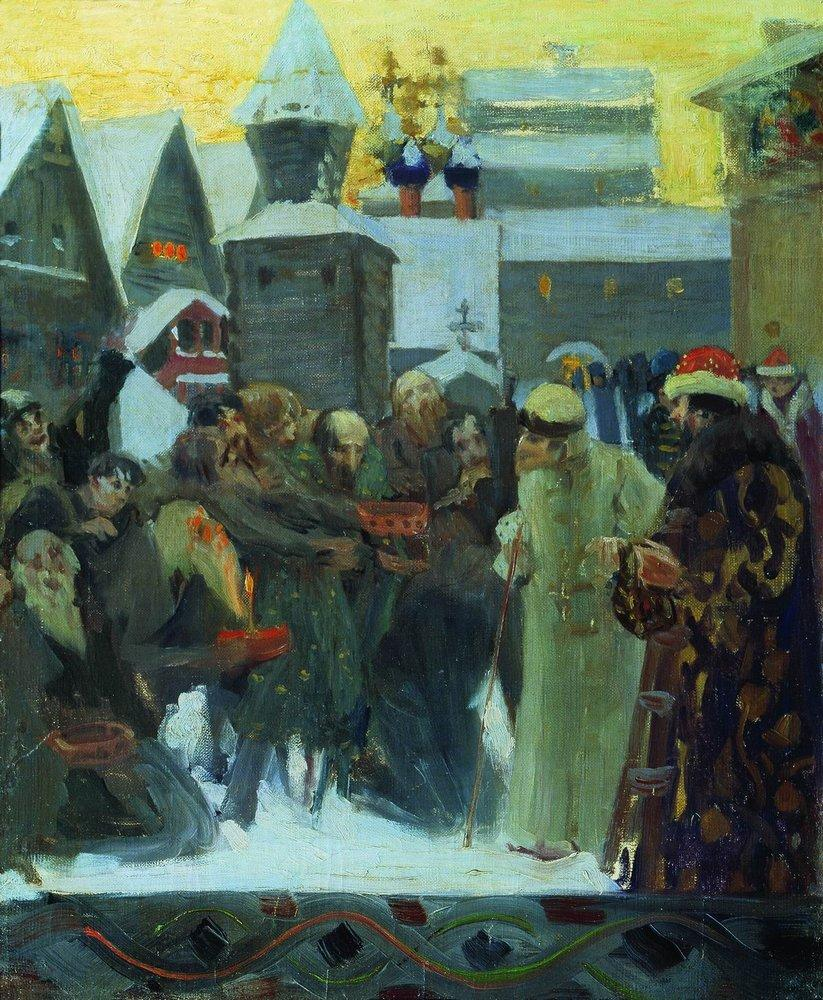
Борис Кустодієв. «Вихід царя Івана Грозного»
Іван Шишкін. «Вечір»
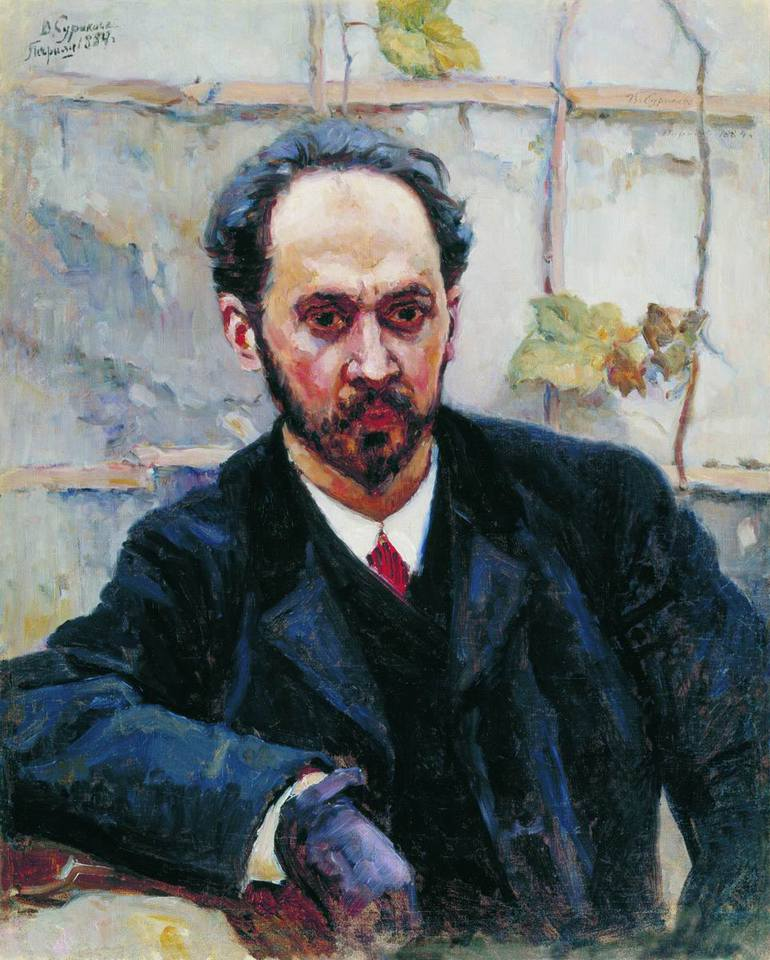
Василь Суриков. «Портрет І. Крачковського»